# Chen Li Ju
Chen Li-Ju, född 24 april 1981, är en taiwanesisk bågskytt som tog brons i lagtävlingen i bågskytte vid olympiska sommarspelen 2004 i Aten.